# Johannes Drost
Johannes Drost (n. 22 iunie 1880, Rotterdam, Țările de Jos – d. 18 septembrie 1954, Rotterdam, Țările de Jos) a fost un înotător ce a reprezentat Regatul Țărilor de Jos, medaliat olimpic. A participat la o ediție a Jocurilor Olimpice (1900) în care a câștigat o medalie de bronz.

## Participări
Lista de mai jos prezintă principalele competiții la care a participat Johannes Drost de-a lungul carierei.
- natation aux Jeux olympiques d'été de 1900 – 200 mètres dos hommes[*]